# Pardosa coloradensis
Pardosa coloradensis là một loài nhện trong họ Lycosidae.
Loài này thuộc chi Pardosa. Pardosa coloradensis được Richard C. Banks miêu tả năm 1894.